# Waukon
Waukon è una città degli Stati Uniti d'America, situata nello Stato dell'Iowa, nella Contea di Allamakee, della quale è il capoluogo.